# カンザス州知事の一覧
| 所属政党 | 知事数 |
| -------- | ------ |
| 共和党   | 34     |
| 民主党   | 10     |
| 人民党   | 2      |

カンザス州知事の一覧とは、アメリカ合衆国のカンザス州の州知事の一覧である。
現在のカンザス州をなす一帯はかつてルイジアナ準州の一部（後にミズーリ準州と改称され、1821年まで続いた。）であり、独自の準州を構成するまで組織化されなかった。
カンザス州のごく一部は、かつてテキサス共和国の一部であり、それまではメキシコの一部であった。

## 歴代知事一覧
政党
      民主党 (11)
      人民党 (2)
      共和党 (34)
| #  | 知事氏名                               | 知事氏名                                 | 知事氏名                       | 在任期間                      | 政党                                       | 選挙                                 | 副知事                                       | 副知事                                     |
| -- | -------------------------------------- | ---------------------------------------- | ------------------------------ | ----------------------------- | ------------------------------------------ | ------------------------------------ | -------------------------------------------- | ------------------------------------------ |
| 1  |                                        |                                          | チャールズ・L・ロビンソン      | 1861年2月9日 – 1863年1月12日  | 共和党                                     | 1860年                               |                                              | ジョーゼフ・ポメロイ・ルート               |
| 2  |                                        | トーマス・カーニー                       | 1863年1月12日 – 1865年1月9日   | 共和党                        | 1862年                                     | トーマス・A・オズボーン              |                                              |                                            |
| 3  |                                        | サミュエル・J・クロウフォード            | 1865年1月9日 – 1868年11月4日   | 共和党                        | 1864年                                     | ジェームズ・マクグルー               |                                              |                                            |
| 3  | 1866年                                 | サミュエル・J・クロウフォード            | 1865年1月9日 – 1868年11月4日   | 共和党                        | ニーアマイアー・グリーン                   |                                      |                                              |                                            |
| 4  | 1866年                                 |                                          | ニーアマイアー・グリーン       | 1868年11月4日 – 1869年1月11日 | 共和党                                     | 空席                                 | 空席                                         |                                            |
| 5  |                                        | ジェームズ・M・ハーヴィー                | 1869年1月11日 – 1873年1月13日  | 共和党                        | 1868年                                     |                                      | チャールズ・バーノン・エスクリッジ           |                                            |
| 5  | 1870年                                 | ジェームズ・M・ハーヴィー                | 1869年1月11日 – 1873年1月13日  | 共和党                        | ピーター・パーシヴァル・エルダー           |                                      |                                              |                                            |
| 6  |                                        | トーマス・A・オズボーン                  | 1873年1月13日 – 1877年1月8日   | 共和党                        | 1872年                                     | イライアス・S・ストーヴァー          |                                              |                                            |
| 6  | 1874年                                 | トーマス・A・オズボーン                  | 1873年1月13日 – 1877年1月8日   | 共和党                        | メルヴィル・J・ソルター                    |                                      |                                              |                                            |
| 7  |                                        | ジョージ・T・アンソニー                  | 1877年1月8日 – 1879年1月13日   | 共和党                        | メルヴィル・J・ソルター                    | 1876年                               |                                              |                                            |
| 7  | ライマン・U・ハンフリー                | ジョージ・T・アンソニー                  | 1877年1月8日 – 1879年1月13日   | 共和党                        |                                            | 1876年                               |                                              |                                            |
| 8  |                                        | ジョン・P・セイント・ジョン              | 1879年1月13日 – 1883年1月8日   | 共和党                        | 1878年                                     |                                      |                                              |                                            |
| 8  | 1880年                                 | ジョン・P・セイント・ジョン              | 1879年1月13日 – 1883年1月8日   | 共和党                        | デイヴィッド・ウェズリー・フィニー         |                                      |                                              |                                            |
| 9  |                                        |                                          | ジョージ・W・グリック          | 1883年1月8日 – 1885年1月12日  | デイヴィッド・ウェズリー・フィニー         | 民主党                               | 1882年                                       |                                            |
| 10 |                                        |                                          | ジョン・A・マーティン          | 1885年1月12日 – 1889年1月14日 | 共和党                                     | 1884年                               | アレグザンダー・P・リドル                    |                                            |
| 10 | 1886年                                 |                                          | ジョン・A・マーティン          | 1885年1月12日 – 1889年1月14日 | 共和党                                     |                                      | アレグザンダー・P・リドル                    |                                            |
| 11 |                                        | ライマン・U・ハンフリー                  | 1889年1月14日 – 1893年1月8日   | 共和党                        | 1888年                                     | アンドルー・ジャクソン・フェルト     |                                              |                                            |
| 11 | 1890年                                 | ライマン・U・ハンフリー                  | 1889年1月14日 – 1893年1月8日   | 共和党                        |                                            | アンドルー・ジャクソン・フェルト     |                                              |                                            |
| 12 |                                        |                                          | ロレンゾ・D・ルウェリング      | 1893年1月8日 – 1895年1月14日  | 人民党                                     | 1892年                               |                                              | パーシー・ダニエルズ                       |
| 13 |                                        |                                          | エドマンド・N・モリル          | 1895年1月14日 – 1897年1月11日 | 共和党                                     | 1894年                               |                                              | ジェームズ・アームストロング・トラウトマン |
| 14 |                                        |                                          | ジョン・W・リーディ            | 1897年1月11日 – 1899年1月9日  | 人民党                                     | 1896年                               |                                              | アレグザンダー・ミラー・ハーヴィ           |
| 15 |                                        |                                          | ウィリアム・E・スタンリー      | 1899年1月9日 – 1903年1月12日  | 共和党                                     | 1898年                               |                                              | ハリー・E・リクター                        |
| 15 | 1900年                                 |                                          | ウィリアム・E・スタンリー      | 1899年1月9日 – 1903年1月12日  | 共和党                                     |                                      |                                              | ハリー・E・リクター                        |
| 16 |                                        | ウィリス・J・ベイリー                    | 1903年1月12日 – 1905年1月9日   | 共和党                        | 1902年                                     | デイヴィッド・ジョン・ハンナ         |                                              |                                            |
| 17 |                                        | エドワード・W・ホック                    | 1905年1月9日 – 1909年1月11日   | 共和党                        | 1904年                                     | デイヴィッド・ジョン・ハンナ         |                                              |                                            |
| 17 | 1906年                                 | エドワード・W・ホック                    | 1905年1月9日 – 1909年1月11日   | 共和党                        | ウィリアム・ジェームズ・フィッツジェラルド |                                      |                                              |                                            |
| 18 |                                        | ウォルター・R・スタッブス                | 1909年1月11日 – 1913年1月13日  | 共和党                        | ウィリアム・ジェームズ・フィッツジェラルド | 1908年                               |                                              |                                            |
| 18 | 1910年                                 | ウォルター・R・スタッブス                | 1909年1月11日 – 1913年1月13日  | 共和党                        | リチャード・ジョーゼフ・ホプキンズ         |                                      |                                              |                                            |
| 19 |                                        |                                          | ジョージ・H・ホッジズ          | 1913年1月13日 – 1915年1月11日 | 民主党                                     | 1912年                               | シェフィールド・インガルズ                   |                                            |
| 20 |                                        |                                          | アーサー・キャッパー           | 1915年1月11日 – 1919年1月13日 | 共和党                                     | 1914年                               | ウィリアム・ヨースト・モーガン               |                                            |
| 20 | 1916年                                 |                                          | アーサー・キャッパー           | 1915年1月11日 – 1919年1月13日 | 共和党                                     |                                      | ウィリアム・ヨースト・モーガン               |                                            |
| 21 |                                        | ヘンリー・J・アレン                      | 1919年1月13日 – 1923年1月8日   | 共和党                        | 1918年                                     | チャールズ・サロモン・ハフマン       |                                              |                                            |
| 21 | 1920年                                 | ヘンリー・J・アレン                      | 1919年1月13日 – 1923年1月8日   | 共和党                        |                                            | チャールズ・サロモン・ハフマン       |                                              |                                            |
| 22 |                                        |                                          | ジョナサン・M・デイヴィス      | 1923年1月8日 – 1925年1月12日  | 民主党                                     | 1922年                               | ベン・S・ポーレン                            |                                            |
| 23 |                                        |                                          | ベン・S・ポーレン              | 1925年1月12日 – 1929年1月14日 | 共和党                                     | 1924年                               | デ・ランソン・アルソン・ニュートン・チェイス |                                            |
| 23 | 1926年                                 |                                          | ベン・S・ポーレン              | 1925年1月12日 – 1929年1月14日 | 共和党                                     |                                      | デ・ランソン・アルソン・ニュートン・チェイス |                                            |
| 24 |                                        | クライド・M・リード                      | 1929年1月14日 – 1931年1月12日  | 共和党                        | 1928年                                     | ジェイコブ・W・グレイビル            |                                              |                                            |
| 25 |                                        |                                          | ハリー・H・ウッドリング        | 1931年1月12日 – 1933年1月9日  | 民主党                                     | ジェイコブ・W・グレイビル            | 1930年                                       |                                            |
| 26 |                                        |                                          | アルフレッド・M・ランドン      | 1933年1月9日 – 1937年1月11日  | 共和党                                     | 1932年                               | チャールズ・W・トンプソン                    |                                            |
| 26 | 1934年                                 |                                          | アルフレッド・M・ランドン      | 1933年1月9日 – 1937年1月11日  | 共和党                                     |                                      | チャールズ・W・トンプソン                    |                                            |
| 27 |                                        |                                          | ウォルター・A・ハクスマン      | 1937年1月11日 – 1939年1月9日  | 民主党                                     | 1936年                               |                                              | ウィリアム・M・リンジー                    |
| 28 |                                        |                                          | ペイン・ラトナー               | 1939年1月9日 – 1943年1月11日  | 共和党                                     | 1938年                               |                                              | カール・E・フレンド                        |
| 28 | 1940年                                 |                                          | ペイン・ラトナー               | 1939年1月9日 – 1943年1月11日  | 共和党                                     |                                      |                                              | カール・E・フレンド                        |
| 29 |                                        | アンドルー・F・シェッペル                | 1943年1月11日 – 1947年1月13日  | 共和党                        | 1942年                                     | J・C・デニアス                       |                                              |                                            |
| 29 | 1944年                                 | アンドルー・F・シェッペル                | 1943年1月11日 – 1947年1月13日  | 共和党                        |                                            | J・C・デニアス                       |                                              |                                            |
| 30 |                                        | フランク・カールソン                     | 1947年1月13日 – 1950年11月28日 | 共和党                        | 1946年                                     | フランク・L・ハガマン                |                                              |                                            |
| 30 | 1948年                                 | フランク・カールソン                     | 1947年1月13日 – 1950年11月28日 | 共和党                        |                                            | フランク・L・ハガマン                |                                              |                                            |
| 31 |                                        | フランク・L・ハガマン                    | 1950年11月28日 – 1951年1月8日  | 共和党                        | 空席                                       | 空席                                 |                                              |                                            |
| 32 |                                        | エドワード・F・アーン                    | 1951年1月8日 – 1955年1月10日   | 共和党                        | 1950年                                     |                                      | フレッド・ホール                             |                                            |
| 32 | 1952年                                 | エドワード・F・アーン                    | 1951年1月8日 – 1955年1月10日   | 共和党                        |                                            |                                      | フレッド・ホール                             |                                            |
| 33 |                                        | フレッド・ホール                         | 1955年1月10日 – 1957年1月3日   | 共和党                        | 1954年                                     | ジョン・マキッシュ                   |                                              |                                            |
| 34 |                                        | ジョン・マキッシュ                       | 1957年1月3日 – 1957年1月14日   | 共和党                        | 1954年                                     | 空席                                 | 空席                                         |                                            |
| 35 |                                        |                                          | ジョージ・ドッキング           | 1957年1月14日 – 1961年1月9日  | 民主党                                     | 1956年                               |                                              | ジョーゼフ・W・ヘンクル・シニア            |
| 35 | 1958年                                 |                                          | ジョージ・ドッキング           | 1957年1月14日 – 1961年1月9日  | 民主党                                     |                                      |                                              | ジョーゼフ・W・ヘンクル・シニア            |
| 36 |                                        |                                          | ジョン・アンダーソン・ジュニア | 1961年1月9日 – 1965年1月11日  | 共和党                                     | 1960年                               |                                              | ハロルド・H・チェイス                      |
| 36 | 1962年                                 |                                          | ジョン・アンダーソン・ジュニア | 1961年1月9日 – 1965年1月11日  | 共和党                                     |                                      |                                              | ハロルド・H・チェイス                      |
| 37 |                                        | ウィリアム・H・エイヴリー                | 1965年1月11日 – 1967年1月9日   | 共和党                        | 1964年                                     | ジョン・クラッチャー                 |                                              |                                            |
| 38 |                                        |                                          | ロバート・ドッキング           | 1967年1月9日 – 1975年1月13日  | 民主党                                     | ジョン・クラッチャー                 | 1966年                                       |                                            |
| 38 | 1968年                                 |                                          | ロバート・ドッキング           | 1967年1月9日 – 1975年1月13日  | 民主党                                     | ジェイムズ・H・デコーシー・ジュニア  |                                              |                                            |
| 38 | 1970年                                 |                                          | ロバート・ドッキング           | 1967年1月9日 – 1975年1月13日  | 民主党                                     | レイノルズ・シュルツ                 |                                              |                                            |
| 38 | 1972                                   | デイヴ・オーウェン                       | ロバート・ドッキング           | 1967年1月9日 – 1975年1月13日  | 民主党                                     |                                      |                                              |                                            |
| 39 |                                        |                                          | ロバート・F・ベネット          | 1975年1月13日 – 1979年1月8日  | 共和党                                     | 1974年                               | シェルビー・スミス                           |                                            |
| 40 |                                        |                                          | ジョン・W・カーリン            | 1979年1月8日 – 1987年1月12日  | 民主党                                     | 1978年                               |                                              | ポール・V・ドゥガン                        |
| 40 | 1982年                                 | トーマス・ドッキング                     | ジョン・W・カーリン            | 1979年1月8日 – 1987年1月12日  | 民主党                                     |                                      |                                              |                                            |
| 41 |                                        |                                          | マイク・ヘイデン               | 1987年1月12日 – 1991年1月14日 | 共和党                                     | 1986年                               |                                              | ジャック・D・ウォーカー                    |
| 42 |                                        |                                          | ジョアン・フィニー             | 1991年1月14日 – 1995年1月9日  | 民主党                                     | 1990年                               |                                              | ジム・フランシスコ                         |
| 43 |                                        |                                          | ビル・グレイヴズ               | 1995年1月9日 – 2003年1月13日  | 共和党                                     | 1994年                               |                                              | シェイラ・フラーム (1996年6月11日辞任)     |
| 43 | 空席                                   |                                          | ビル・グレイヴズ               | 1995年1月9日 – 2003年1月13日  | 共和党                                     | 1994年                               |                                              |                                            |
| 43 | ゲイリー・シェラー (1996年7月18日任命) |                                          | ビル・グレイヴズ               | 1995年1月9日 – 2003年1月13日  | 共和党                                     | 1994年                               |                                              |                                            |
| 43 | 1998年                                 |                                          | ビル・グレイヴズ               | 1995年1月9日 – 2003年1月13日  | 共和党                                     |                                      |                                              |                                            |
| 44 |                                        |                                          | キャスリーン・セベリウス       | 2003年1月13日 – 2009年4月28日 | 民主党                                     | 2002年                               |                                              | ジョン・E・ムーア                          |
| 44 | 2006年                                 | マーク・パーキンソン                     | キャスリーン・セベリウス       | 2003年1月13日 – 2009年4月28日 | 民主党                                     |                                      |                                              |                                            |
| 45 | 2006年                                 |                                          | マーク・パーキンソン           | 2009年4月28日 – 2011年1月10日 | 民主党                                     | 空席                                 | 空席                                         |                                            |
| 45 | 2006年                                 | トロイ・フィンドリー (2009年5月15日任命) | マーク・パーキンソン           | 2009年4月28日 – 2011年1月10日 | 民主党                                     |                                      |                                              |                                            |
| 46 |                                        |                                          | サム・ブラウンバック           | 2011年1月10日 – 2018年1月31日 | 共和党                                     | 2010年                               |                                              | ジェフ・コリアー                           |
| 46 | 2014年                                 |                                          | サム・ブラウンバック           | 2011年1月10日 – 2018年1月31日 | 共和党                                     |                                      |                                              | ジェフ・コリアー                           |
| 47 |                                        | ジェフ・コリアー                         | 2018年1月31日 – 2019年1月14日  | 共和党                        |                                            | トレーシー・マン (2018年2月14日任命) |                                              |                                            |
| 48 |                                        |                                          | ローラ・ケリー                 | 2019年1月14日 – 現職          | 民主党                                     | 2018年                               |                                              | リン・ロジャース                           |